# Bruce (Dakota del Sur)
Bruce es una ciudad ubicada en el condado de Brookings, Dakota del Sur, Estados Unidos. Tiene una población estimada, a mediados de 2021, de 211 habitantes.

## Geografía
La localidad está ubicada en las coordenadas 44°26′16″N 96°53′26″O / 44.43778, -96.89056 (44.437787, -96.890642). Según la Oficina del Censo de los Estados Unidos, Bruce tiene una superficie total de 0.96 km², correspondientes en su totalidad a tierra firme.

## Demografía
Según el censo de 2020, en ese momento había 210 personas residiendo en Bruce. La densidad de población era de 218.75 hab./km². El 87.62% de los habitantes eran blancos, el 0.48% era afroamericano, el 6.19% eran de otras razas y el 5.71% eran de una mezcla de razas. Del total de la población, el 9.00% eran hispanos o latinos de cualquier raza.